# 194 (số)
194 (một trăm chín mươi bốn) là một số tự nhiên ngay sau 193 và ngay trước 195.